# 濵渦伸次
濵渦 伸次（はまうず しんじ、1983年7月21日 - ）は、日本の実業家であり、株式会社アラタナ、株式会社ノットアホテル創業者。宮崎県出身。

## 略歴
- 2004年3月 - 都城工業高等専門学校電気工学科卒業
- 2004年4月 - 株式会社リコー入社
- 2005年 - 宮崎に戻り、カフェ・バーを開業するが半年で倒産。
- 2005年 - アルバイトやWEB制作、カメラマンなどの仕事を兼務。
- 2007年 - 学生時代の同級生である穂満一成と株式会社アラタナを設立。代表取締役社長に就任。
- 2015年 - アラタナをスタートトゥデイ（現：ZOZO）に売却。
- 2020年 - ZOZOを退社し、ホテルのD2Cブランド「ノットアホテル（NOT A HOTEL）」を設立[1]。

企業・地方・雇用といったテーマを元に、社会人や学生向けの講演会も日本各地精力的に活動している。
- ネットショップの今と未来をアツくする
- 宮崎に1000人の雇用をつくる
- 地方と行政とが作る未来市場の拡大の可能性
- 人材育成への取り組み

## 人物

### カフェ起業について
なぜ21歳で起業しカフェを作ったのか聞かれ、「モテたかったから。」と答えている。

### 採用活動について
「宮崎に1000人の雇用をつくる」という理念を自社で掲げているため、採用活動に貪欲である。
駆け出しの頃、会社に100万円くらいするコピー機を売りにきた営業マンに根気負けし契約した変わりに、開発したサービスを紹介し、そのままコピー機の営業マンを採用。これが、今でも中心メンバーとして活躍している営業マンのヘッドハンティングに成功した瞬間である。それまで1件も売れなかったサービスが、このコピー機の営業マンによって1年間で全国から100件以上の受注を電話営業のみでとりつけた。100万円のコピー機も今思えばいい買い物だったと語っている。
セキュリティ関連のエンジニアを口説き落とすため、一年間毎月大阪に通ったが上手くいかなかった。そこで、会話の中で彼が熱狂的な馬好きで馬主であるという情報を入手し、「宮崎にいい牧場あるよ」と探して教えることで見事射止めた。
採用面接の際は応募者の好きな話をするようにしている。エンジニアなら「このライブラリがすごくいいんですね！」とか。デザイナーだと「好きなフォントなんですか？」といった内容。
そういうコミュニケーションをとることで、技術やデザインが好きな人は目を輝かせ、魅力的な面が垣間見えるのだと言う。